# Celeste McCollough
 (octobre 2021).
Celeste McCollough Howard, née le 12 septembre 1926 et morte le 20 janvier 2023, est une psychologue américaine qui mène des recherches sur la perception visuelle humaine. Elle est surtout connue pour sa découverte en 1965 de l'effet McCollough

## Carrière
Celeste McCollough publie son premier article à partir de sa thèse de recherche à l'Université Columbia (McCollough, 1955). Après avoir enseigné de 1954 à 1956 à l'Olivet College, Olivet, Michigan, elle devient la première femme nommée à un poste à temps plein au département de psychologie de l'Oberlin College. En 1962-1963, pendant son premier congé sabbatique, elle mene des recherches au Canada sur les effets perceptuels du port de lunettes teintées de deux couleurs (McCollough, 1965b). Cela l'amene à découvrir l'effet qui porte son nom (McCollough, 1965a). Son article a suscité des centaines d'autres articles scientifiques.
En 1970, McCollough démissionne de son poste à Oberlin et consacre son temps à élever sa fille et son fils. En 1986, elle revient à la recherche sur la vision, sous contrat avec l'Institut de recherche de l'Université de Dayton (en) (UDRI). Elle travaille sur le rôle de la couleur dans les écrans de simulation de vol pour le laboratoire des ressources humaines de la Williams Air Force Base, en Arizona. Son travail sur la faible lumière disponible sur les premiers écrans couleur l'a amenée à participer à la Commission internationale de l'éclairage (CIE) sur la photométrie mésopique (par exemple, Howard, 1997). Elle a également effectué des recherches sur la relation entre l'effet McCollough et le traitement global des motifs (McCollough, 2000).
Après 1995, elle rejoint le programme de recherche sur la formation en vision nocturne du laboratoire de l'Air Force dans le cadre de contrats détenus par des sociétés privées. Cette recherche comprenait des études sur l'adaptation mésopique précoce aux diminutions de luminance rencontrées dans le cockpit lors du port de lunettes de vision nocturne (Howard, Tregear et Werner, 2000).
En novembre 2003, McCollough démissionne du programme de recherche sur la formation en vision nocturne et a déménage à Portland, en Oregon[réf. nécessaire].